# Donkey Kong Country 2: Diddy's Kong Quest
Donkey Kong Country 2: Diddy's Kong Quest, plattformsspel som utvecklades av Rare till Super Nintendo, och SNES-versionen släpptes den 21 november 1995 i Japan. Spelet släpptes även till Game Boy Advance 2004. Titeln Diddy's Kong Quest är en ordlek på ordet "conquest" (på svenska: "erövring").

## Handling
Donkey Kong har blivit kidnappad av den onde Kaptain K. Rool, tidigare känd som King K. Rool, och det är upp till Diddy Kong, Donkey Kongs vän, att rädda honom.
Till sin hjälp har han sin flickvän Dixie Kong, som sedan får huvudrollen i uppföljaren Donkey Kong Country 3: Dixie Kong's Double Trouble!.